# Klotzbremse

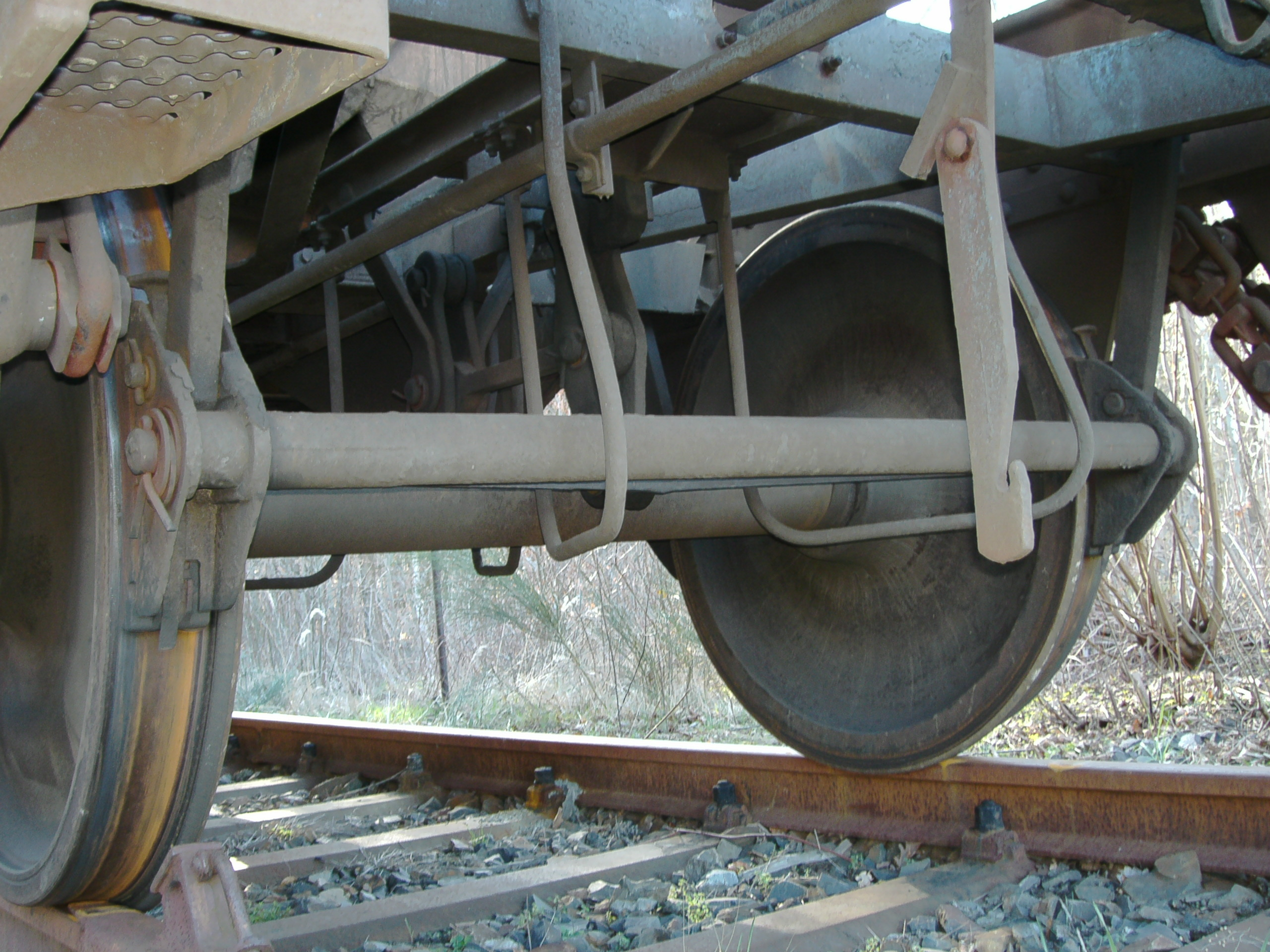
Bremse eines Selbstentladewagens

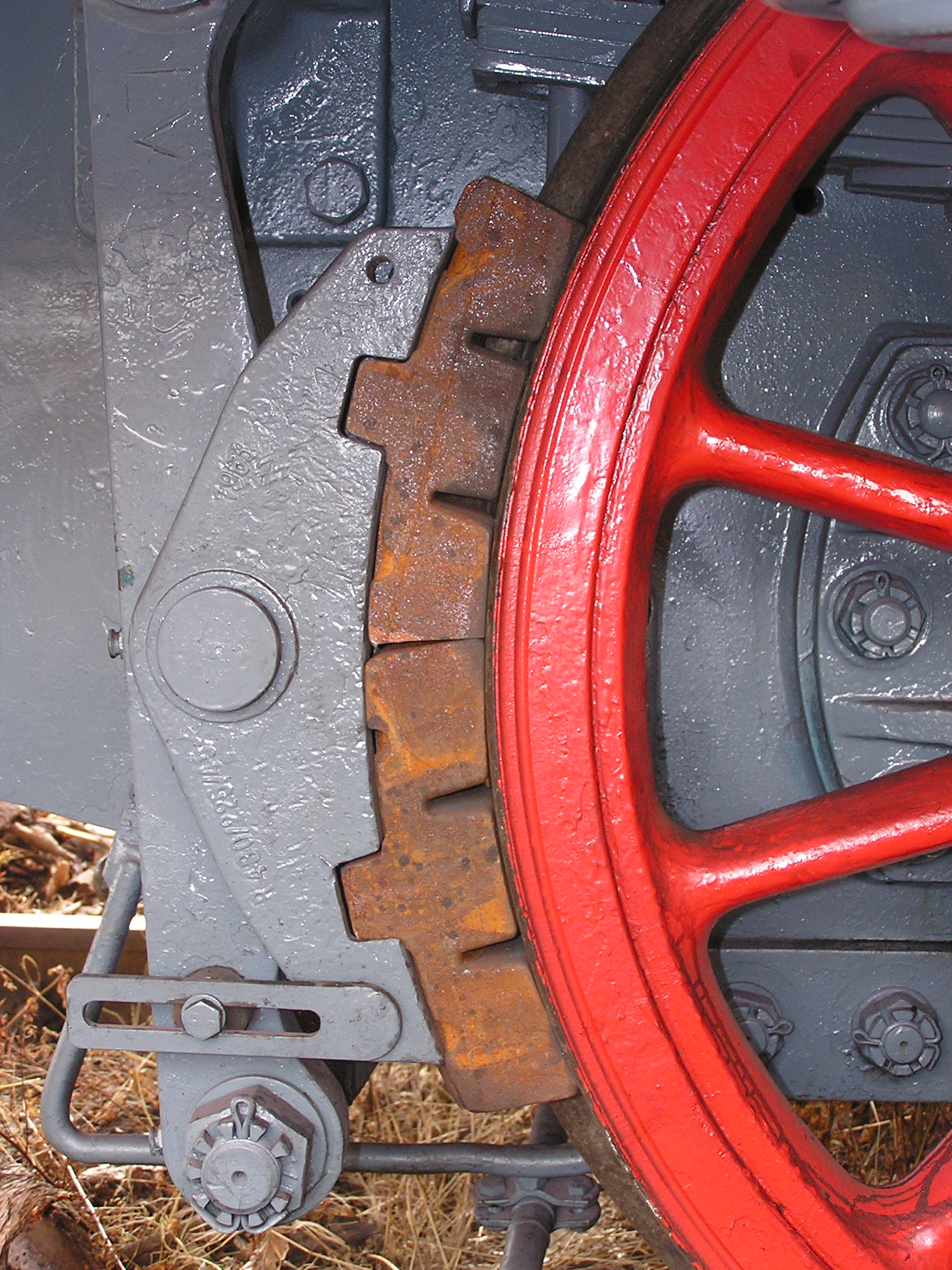
Klotzbremse einer Kleinlok

Klotzbremsen sind ein Bremssystem, das hauptsächlich in Schienenfahrzeugen oder noch bei älteren Fahrrädern, Kutschen, Fuhrwerken und Karren eingesetzt wird.
Bei der Klotzbremse wird entweder über ein Bremsgestänge oder über eine pneumatische oder hydraulische Vorrichtung ein Bremsklotz an das bewegliche Teil gedrückt. Oft drückt der Bremsklotz direkt auf die Lauffläche von Rädern, z. B. bei Eisenbahn-Güterwagen. Bei neueren Modellen besteht der Bremsklotz nicht mehr aus Metall, sondern aus einem Kunstharz-Verbundwerkstoff.
Bei älteren Fahrrädern und Rollern bremste ein Gummistempel direkt auf der Lauffläche der Bereifung. Klotzbremsen an Fahrrädern gelten jedoch wegen der mangelhaften und schwankenden Bremsleistung als veraltet (siehe auch: Fahrradbremse#Stempelbremse).
Freiherr Karl von Drais stattete seine Laufmaschine um 1820 mit einer Schleifbremse aus. Die ersten Klotzbremsen kamen um 1850 auf.

## Quelle
1. ↑  Konrad Reif: Bremsen und Bremsregelsysteme, Seite 38. Abgerufen im März 2021

- DIN 27205-1:2004-02: Zustand der Eisenbahnfahrzeuge – Bremse – Teil 1: Klotzbremse, mechanischer Teil